# Artur Phleps
Artur Phleps (né le 29 novembre 1881 à Biertan, mort le 21 septembre 1944 à Șimand) était un Saxon de Transylvanie, né citoyen de l'Autriche-Hongrie, qui fit partie des armées austro-hongroise et roumaine avant de rejoindre pendant la Seconde Guerre mondiale la Waffen-SS allemande où il eut le grade de SS-Obergruppenführer.
Il fut officier dans l'armée austro-hongroise pendant la Première Guerre mondiale, puis servit dans l'armée roumaine dans l'entre-deux-guerres. En 1941, il choisit de servir le Troisième Reich tout d'abord dans l'unité de Waffen SS Wiking. Ensuite il créera et commandera la 7e SS-Freiwilligen-Gebirgs-Division Prinz Eugen et, en 1943, sera nommé à la tête du Ve SS-Gebirgs-Korps. Phleps a reçu de nombreuses décorations, dont la croix de chevalier de la croix de fer avec feuilles de chêne et la croix allemande en or.

## Biographie

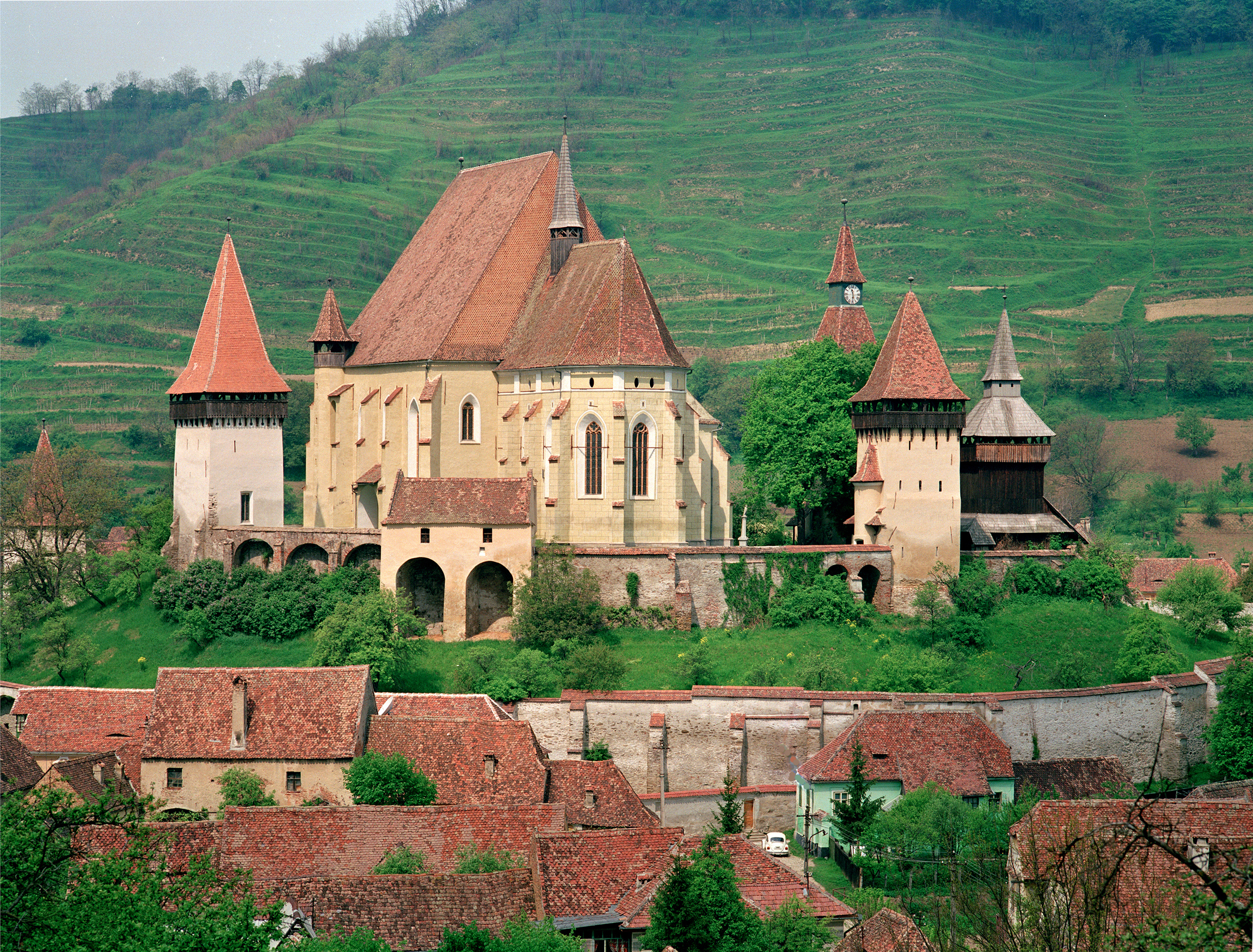
église fortifiée de Biertan

Artur Gustav Martin Phleps est né le 29 novembre 1881 à Biertan, en Transylvanie austro-hongroise, dans la communauté des Saxons de Transylvanie. Son père était un médecin originaire de la Silésie autrichienne. Après avoir terminé l'école primaire à Sibiu, Phleps part à l'Académie militaire de Presbourg. Après ses études et sa participation à la Première Guerre mondiale dans l'armée austro-hongroise, il obtient le grade de lieutenant-colonel dans l'état-major.
Après la guerre et la dissolution de l'Empire austro-hongrois, Phleps rentre en Transylvanie, qui fait partie désormais de la Roumanie, et, devenu citoyen roumain, rejoint l'armée roumaine. Il est tout d'abord affecté à l'Académie militaire de Bucarest et obtient plus tard le grade de lieutenant-général. Il est alors chargé du commander les chasseurs alpins de l'armée roumaine.

## Intégration dans la Waffen SS

### 5eSS Panzerdivision Wiking
En 1941, la Roumanie étant devenue fasciste, un accord intervient avec l'Allemagne nazie concernant les Saxons de Transylvanie, et Phleps peut s'enrôler dans l'armée allemande. Il s'engage tout d'abord sous le nom de jeune fille de sa mère « Stolz ». Il intègre la division SS Wiking. Il obtient rapidement des promotions dans les rangs de la division. Après la mort de Hilmar Wäckerle, il reçoit le commandement du SS Régiment-Westland. Grâce à son sens de l'organisation, Phleps est rapidement promu SS-Gruppenführer en 1942 et se voit alors chargé par Heinrich Himmler de la mise sur pied d'une nouvelle unité SS composée de Volksdeutsche originaires de Croatie, Serbie, Hongrie et Roumanie.

### 7eSS Gebirgsdivision Prinz Eugen
Vu l'origine de ses soldats et sa qualité d'unité de montagne, la 7e SS Gebirgsdivision Prinz Eugen se voit attribuer le rôle de combattre les partisans dans les Balkans. Au départ, tous ses soldats devaient être volontaires, mais comme la division a du mal à remplir ses rangs, la conscription est mise en place. La 7e SS-Freiwilligen-Gebirgs-Division Prinz Eugen lutte notamment contre les partisans yougoslaves et participe à de nombreux crimes de guerre contre la population civile.
En reconnaissance de ses qualités de commandant de la division Prinz Eugen, le 21 juin 1943 Phleps est promu SS-Obergruppenführer et général de la Waffen SS et reçoit le rang de chevalier de la croix de fer. Peu de temps après, il reçoit le commandement du V.SS-Gebirgs-Korps.

### VeSS Gebirgs-Korps
Phleps a alors sous son commandement la SS Prinz Eugen, la division SS "Handschar" mais aussi la division SS Polizei. Le corps d'armée est alors déployé aux alentours de Mostar en Herzégovine. En septembre 1943, Phleps est promu SS-und Polizeiführer avec droit de commandement sur toutes les unités de police se trouvant dans son secteur d'opération.

## Mort
Le 23 août 1944 la Roumanie rejoint les Alliés et Phleps y est envoyé pour combattre les Roumains désormais alliés de l'Armée rouge dirigée par le général soviétique Rodion Malinovski en pleine offensive. En essayant d'observer la situation, Phleps et ses collaborateurs sont accrochés par l'ennemi soviéto-roumain à Șimand près d'Arad, le 21 septembre 1944. Les circonstances de sa mort font l'objet de versions contradictoires : il aurait été tué au cours d'un raid aérien allemand dont les pilotes pensaient attaquer une patrouille ennemie ; il aurait été capturé par les Roumains ou se serait rendu et aurait été livré aux Soviétiques conformément aux accords soviéto-roumains d'armistice du 12 septembre 1944 ; les commissaires politiques soviétiques n'auraient pas été au courant de son identité (le rendant intéressant à interroger) et il aurait été fusillé sur place comme nazi. Une synthèse de ces versions serait qu'à la suite d'un renseignement erroné, Phleps serait tombé aux mains d'un groupe de reconnaissance soviétique ; peu après, des avions allemands attaquèrent fortuitement ce groupe, dont le chef, peut-être ignorant l'importance de sa capture, tua Phelps pour que celui-ci ne profite pas du désordre pour lui fausser compagnie. La plupart des notices biographiques alliées omettent de préciser le contexte de sa mort et le passage de la Roumanie du côté Allié, alors qu'au contraire, les notices allemandes insistent sur ce point et le considèrent comme « mort au combat ».
Ayant été citoyen et officier roumain avant-guerre et parlant cette langue, il est possible que Phleps ait tenté de changer de camp car dans la SS, sa disparition a été initialement considérée comme une désertion, un mandat d'arrêt contre lui fut délivré et Heinrich Himmler mena personnellement l'enquête sur l'incident. S'il a bien trahi le Reich, peut-être a-t-il été rattrapé et exécuté par les SS, car les Allemands ont récupéré ses effets personnels. En tout cas, la SS finit par inscrire Phleps comme « mort au combat », lui attribua à titre posthume les feuilles de chêne de sa croix de fer et le proclama patron du SS Freiwilligen Gebirgsregiment 13, unité autorisée à porter un brassard à son nom, mais peut-être n'était-ce qu'un choix de propagande pour éviter de démoraliser la troupe de Volksdeutsche.

## Dates de ses promotions dans la Waffen SS
1. SS-Mann : 30 juin 1941
2. SS-Oberführer : 30 juin 1941
3. SS-Brigadeführer und Generalmajor der Waffen-SS : 30 novembre 1941
4. SS-Gruppenführer und Generaleutnant der Waffen-SS : 20 avril 1942
5. SS-Obergruppenführer und General der Waffen-SS : 21 juin 1943